# Velimir Perasović
Velimir Perasović (nascut el 9 de febrer de 1965), és un exjugador de bàsquet professional i entrenador de bàsquet de nacionalitat croata.

## Carrera esportiva

### Com a jugador
Nascut a la ciutat de Split, va començar a jugar als 14 anys i el 1981 va ser reclutat pel KK Split, llavors conegut com a Jugoplastika.
Durant la seva etapa júnior es va proclamar subcampió de l'Europeu Júnior de seleccions celebrat a Bulgària el 1982 i dos anys més tard va aconseguir amb els seus companys la medalla de bronze de l'Europeu Júnior de Suècia'84
Amb la Jugoplastika va aconseguir guanyar la Copa d'Europa de clubs els anys 1989 i 1990, i va fer el mateix el 1991 quan la denominació de l'equip ja havia canviat a "Pop 84". A més en els anys 1988, 1989, 1990 i 1991 el seu equip també va aconseguir guanyar la lliga de Iugoslàvia.
Amb la selecció absoluta de Iugoslàvia Perasovic va guanyar la medalla d'or al Campionat del Món de l'Argentina el 1990 i a l'Europeu d'Itàlia de 1991.
Ja formant part de la selecció de Croàcia, va ser subcampió olímpic a Barcelona 92 i a més va aconseguir la medalla de bronze en els Europeus d'Alemanya 93 i Grècia 95.
El 1992 Perasovic fitxà pel club gallec Breogán de Lugo de la lliga ACB on jugà una temporada abans de fitxar pel Baskonia de la mateixa competició amb el qual es proclamà campió de la Copa del Rei de 1995.
El 1997 fitxà pel Bàsquet Fuenlabrada on va jugar fins al 2002, any en què marxà a jugar al Lucentum Alacant equip en què posaria fi a la seva trajectòria com a jugador el 2003. És recordat com un mite al pavelló Fernando Martín de Fuenlabrada i és el jugador emblema d'aquest equip durant els seus prop de 30 anys d'història.
En la seva carrera a Espanya va guanyar diverses vegades el premi al màxim encistellador de l'ACB i va participar en diversos All Stars. A més va ser un cop màxim encistellador de la Copa Korac.

### Etapa com a entrenador

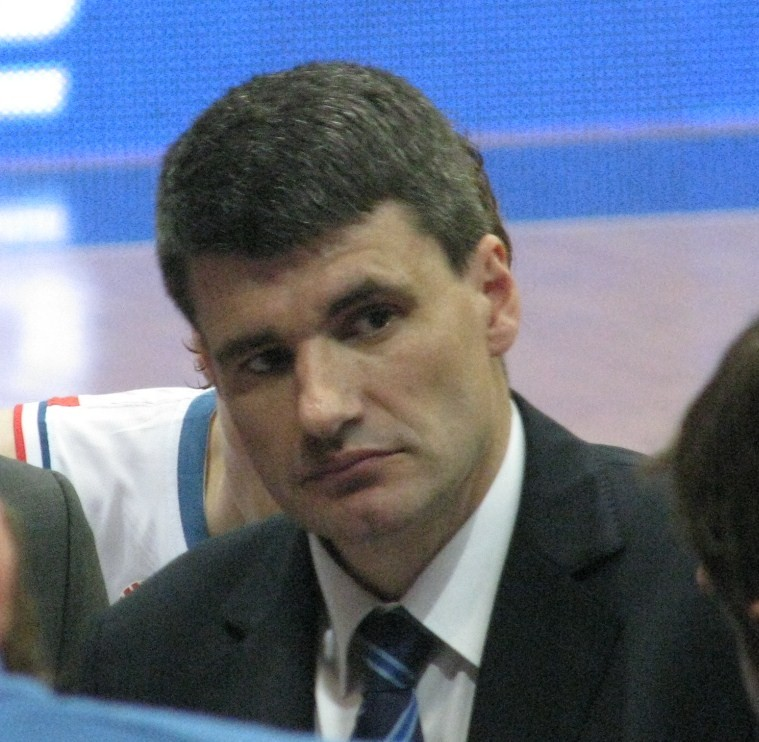
Velimir Perasovic dirigint la Cibona el 2010.

Després de retirar-se com a jugador es va convertir en director tècnic del KK Split abans de tornar a Espanya per fer-se càrrec de la banqueta del Caja San Fernando de Sevilla, on va ser destituït a mitjan temporada, després quedar-se a una sola victòria de la classificació per a la disputa de la Copa del Rei. Mesos més tard, amb la temporada 2005/06 ja començada, es feu càrrec del Baskonia en substitució de Pedro Martínez i va fer història en esdevenir el primer entrenador, des que existeix la lliga ACB, en aconseguir guanyar una Copa del Rei com a entrenador després d'haver-la conquerit prèviament com a jugador. Aquella mateixa temporada l'equip va disputar la Final Four de l'Eurolliga i arribà fins a la final de la Lliga ACB, eliminant el FC Barcelona en semifinals, però perdent la final contra l'Unicaja de Màlaga.
La temporada 2006-07, en la qual ja havia aconseguit guanyar la Supercopa va patir una angina de pit després de dirigir el seu equip, el TAU Baskonia, en un partit enfront de l'Akasvayu Girona, per la qual cosa es va veure forçat a deixar les banquetes per recuperar-se. A inicis de la temporada 2007-08, fitxà com a entrenador de l'MMT Estudiantes per fer-se càrrec d'un equip el rècord de victòries del qual era fins llavors d'1-9. Finalment, després de lluitar durant tota la temporada per evitar el descens, Perasovic finalitzà la temporada amb l'objectiu complert de salvar l'equip.
La temporada 2008-09 tornà al seu país natal per fitxar per un equip històric que travessava una dura crisi econòmica i esportiva: la Cibona de Zagreb, amb l'objectiu d'intentar reconduir-lo des del lloc de primer entrenador. Aquella temporada obtingué els títols de campió de Lliga i Copa, i resultà elegit millor entrenador de la Lliga Adriàtica. La temporada següent, 2009-10, aconseguí de nou el campionat de Lliga amb el mateix club. En ambdues campanyes la Cibona de Zagreb disputà l'Eurolliga i arribà al Top16.
L'estiu de 2010 es convertí en entrenador de l'Efes Pilsen SK d'Istanbul, un club històric del bàsquet europeu. El gener de 2012 signà amb el València Basket fins a final de la temporada en substitució de Paco Olmos. Aquella temporada es va consolidar a la banqueta de l'equip taronja, renovant el seu contracte temporada a temporada. En 2013-14 el València Basket va guanyar la tercera Eurocup de la seua història, i va fer una espectacular temporada a la Lliga ACB, quedant segon en la temporada regular i arribant a semifinals de play-offs amb un espectacular joc. Tanmateix, la temporada següent baixaria el rendiment de l'equip, fet que portaria a la seua destitució en gener de 2015, tres anys després d'haver arribat a la banqueta del València.
El juny de 2016 Perasovic va firmar un acord amb l'Anadolu Efes d'Istanbul per ser-ne l'entrenador les dues temporades següents. Va ser acomiadat de l'equip turc en el mes de desembre de 2017 després de perdre un partit d'Eurolliga davant el Baskonia. Casualment, en el mes de novembre de 2018 va ser contractat pel Baskonia, substituint Pedro Martínez.

## Trajectòria professional

### Com a jugador
- 1985 - 1990:  Jugoplastika Split
- 1990 - 1991:  Pop 84 Split
- 1991 - 1992:  Slobodna Dalmacija
- 1992 - 1993:  CB Breogan de Lugo
- 1993 - 1997:  Baskonia
- 1997 - 2002:  Bàsquet Fuenlabrada
- 2002 - 2003:  CB Lucentum Alacant

### Com a entrenador
- 2004 - 2005:  Caja San Fernando
- 2005 - 2007:  Baskonia
- 2007 - 2008:  MMT Estudiantes
- 2008 - 2010:  Cibona Zagreb
- 2010 - 2011:  Efes Pilsen Istanbul
- 2012 - 2015:  València Basket Club
- 2015 - 2016:  Baskonia
- 2016 - 2017:  Anadolu Efes Istanbul
- 2018 - actualitat:  Baskonia

## Palmarès com a jugador

### Clubs
- 1987-88 Campió de la Lliga de Iugoslàvia amb la Jugoplastika Split.
- 1988-89 Campió de la Lliga de Iugoslàvia amb la Jugoplastika Split.
  - 1988-89 Campió de la Copa d'Europa amb la Jugoplastika Split.
- 1989-90 Campió de la Lliga de Iugoslàvia amb la Jugoplastika Split.
  - 1989-90 Campió de la Copa de Iugoslàvia amb la Jugoplastika Split.
  - 1989-90 Campió de la Copa d'Europa amb la Jugoplastika Split.
- 1990-91 Campió de la Lliga de Iugoslàvia amb el Pop 84 Split.
  - 1990-91 Campió de la Copa de Iugoslàvia amb el Pop 84 Split.
  - 1990-91 Campió de la Copa d'Europa amb el Pop 84 Split.
- 1991-92 Campió de la Copa de Croàcia amb el Slobodna Dalmacija.
- 1993-94 Subcampió de la Copa del Rei amb el Baskonia.
  - 1993-94 Subcampió de la Copa d'Europa (antiga Recopa) amb el Baskonia.
- 1994-95 Campió de la Copa del Rei amb el Baskonia.
  - 1994-95 Subcampió de la Copa d'Europa (antiga Recopa) amb el Baskonia.
- 1995-96 Campió de la Copa d'Europa (Antiga Recopa) amb el Baskonia.

### Selecció Nacional de Iugoslàvia
- 1990 Campionat del món de l'Argentina. Medalla d'Or.
- 1991 Eurobasket d'Itàlia. Medalla d'Or.

### Selecció Nacional de Croàcia
- 1992 Jocs Olímpics de Barcelona. Medalla de Plata.
- 1993 Eurobasket d'Alemanya. Medalla de Bronze.
- 1993 Jocs del Mediterrani (Llenguadoc-Rosselló). Medalla de Plata.
- 1995 Eurobasket de Grècia. Medalla de Bronze.

## Palmarès com a entrenador
- 2005-06 Campió de la Copa del Rei amb el Baskonia.
- 2006-07 Campió de la Supercopa d'Espanya amb el Baskonia.
- 2008-09 Campió de la Copa de Croàcia amb la Cibona de Zagreb.
- 2008-09 Campió de l'Lliga de Croàcia amb la Cibona de Zagreb.
- 2009-10 Campió de l'Lliga de Croàcia amb la Cibona de Zagreb.